# Laurent Batumona
Laurent Batumona Nkhandi Kham est un homme politique de la république démocratique du Congo.

## Biographie
Laurent Batumona Nkhandi Kham est diplômé de l'École nationale des finances (1984). Il dirige son propre parti politique, Mouvement de solidarité pour le changement (MSC),.
En novembre 2005, il est nommé vice-ministre des Travaux publics lors d'un remaniement du gouvernement Joseph Kabila II,. En 2006, il est élu député provincial de Kinshasa sur la liste du Rassemblement congolais pour la démocratie, parti politique dirigé par Azarias Ruberwa.
Il a également été vice-gouverneur de la ville province de Kinshasa.
Batumona est directeur de campagne adjoint de la coalition Cap pour le changement (en) lors des élections législatives de 2018.
Batumona est le candidat de l'Union pour la démocratie et le progrès social (UDPS) au poste de gouverneur de la ville province de Kinshasa en 2019. Il est battu par Gentiny Ngobila, le candidat du Parti du peuple pour la reconstruction et la démocratie (PPRD).

## Vie privée
Laurent Batumona est un homme d'affaires et pratique la religion chrétienne.